# Paardensport op de Olympische Zomerspelen 2024
Paardensport was een van de sporten die werden beoefend op de Olympische Zomerspelen 2024 in Parijs. In elk van de disciplines dressuur, springen en eventing stonden zowel individuele als landenwedstrijden op het programma. De wedstrijden vonden plaats van 27 juli tot en met 6 augustus 2024 in de tuinen van het Kasteel van Versailles.

## Disciplines

### Dressuur
Bij dressuur moet een combinatie (ruiter en paard) een reeks bewegingen uitvoeren op muziek. Een jury beoordeelt de uitvoering. Aan het onderdeel dressuur mogen maximaal 60 combinaties deelnemen in de individuele discipline en 15 teams, bestaande uit 3 combinaties elk.

### Eventing
Bij eventing moet een combinatie drie disciplines volbrengen: een dressuurproef, een springparcours en een terreinproef (ook wel cross country genoemd). De combinatie met de beste resultaten over de drie onderdelen is de winnaar. Aan eventing mogen maximaal 65 combinaties deelnemen in de individuele discipline en 16 teams, bestaande uit 3 combinaties elk.

### Springen
Bij het springen dient een combinatie een hindernisparcours af te leggen binnen een bepaalde tijd. Fysieke vaardigheid en een uitstekende techniek zijn vereisten om het parcours te voltooien binnen de toegestane tijd en zonder de obstakels omver te werpen. Aan het onderdeel springen mogen maximaal 75 combinaties deelnemen in de individuele discipline en 20 teams, bestaande uit 3 combinaties elk.

## Kwalificatie
Elke discipline heeft zijn eigen kwalificatieregels, grotendeels gebaseerd op de FEI-olympic riders ranking en de geografische spreiding over zeven regio's (Noordwest-Europa, Zuidwest-Europa, Centraal/Oost Europa en Centraal Azië, Noord-Amerika, Midden- en Zuid-Amerika, Afrika en Midden-Oosten, Zuidoost-Azië en Oceanië). Quotaplaatsen worden aan een NOC toegekend, die de uiteindelijke selectie van combinaties zelf mag invullen.

## Programma
Alle tijden zijn lokaal (UTC+2).
| Datum      | Start | Finish | Onderdeel             | Fase                        |
| ---------- | ----- | ------ | --------------------- | --------------------------- |
| 27 juli    | 09:30 | 18:30  | Eventing, individueel | Dressuur                    |
| 27 juli    | 09:30 | 18:30  | Eventing, team        | Dressuur                    |
| 28 juli    | 10:30 | 15:00  | Eventing, individueel | Cross-country               |
| 28 juli    | 10:30 | 15:00  | Eventing, team        | Cross-country               |
| 29 juli    | 11:00 | 13:30  | Eventing, team        | Springen                    |
| 29 juli    | 15:00 | 16:00  | Eventing, individueel | Springen                    |
| 30 juli    | 11:00 | 16:30  | Dressuur, individueel | Dressuur Grand Prix (dag 1) |
| 30 juli    | 11:00 | 16:30  | Dressuur, team        | Dressuur Grand Prix (dag 1) |
| 31 juli    | 10:00 | 15:30  | Dressuur, individueel | Dressuur Grand Prix (dag 2) |
| 31 juli    | 10:00 | 15:30  | Dressuur, team        | Dressuur Grand Prix (dag 2) |
| 1 augustus | 11:00 | 14:00  | Springen              | Kwalificatie                |
| 2 augustus | 14:00 | 16:00  | Springen, team        | Springen (finale)           |
| 3 augustus | 10:00 | 15:30  | Dressuur, team        | Grand Prix Special          |
| 4 augustus | 10:00 | 14:00  | Dressuur, individueel | Grand Prix Freestyle        |
| 5 augustus | 14:00 | 18:00  | Springen, individueel | Kwalificatie                |
| 6 augustus | 10:00 | 12:00  | Springen, individueel | Springen (finale)           |

## Medailles

### Medaillewinnaars
| Onderdeel           | Goud | Goud | Zilver | Zilver | Brons | Brons |
| ------------------- | --- | --- | --- | --- | --- | --- |
| Dressuur            | GER | Jessica von Bredow-Werndl op TSF Dalera BB                                                                    | GER | Isabell Werth op Wendy                                                                                               | GBR | Charlotte Fry op Glamourdale |
| Dressuur team       | Duitsland Frederic Wandres op Bluetooth Old Isabell Werth op Wendy Jessica von Bredow-Werndl op TSF Dalera BB | Duitsland Frederic Wandres op Bluetooth Old Isabell Werth op Wendy Jessica von Bredow-Werndl op TSF Dalera BB | Denemarken Daniel Bachmann Andersen op Vayron Nanna Merrald Rasmussen op Zepter Cathrine Laudrup-Dufour op Freestyle | Denemarken Daniel Bachmann Andersen op Vayron Nanna Merrald Rasmussen op Zepter Cathrine Laudrup-Dufour op Freestyle | Groot-Brittannië Becky Moody op Jagerbomb Carl Hester op Fame Charlotte Fry op Glamourdale                                             | Groot-Brittannië Becky Moody op Jagerbomb Carl Hester op Fame Charlotte Fry op Glamourdale                                             |
|                     | | | | | | |
| Eventing            | GER | Michael Jung op Chipmunk Frh                                                                                  | AUS | Christopher Burton op Shadow Man                                                                                     | GBR | Laura Collett op London 52 |
| Eventing team       | Groot-Brittannië Rosalind Canter op Lordships Graffalo Laura Collett op London 52 Tom McEwen op JD Dublin     | Groot-Brittannië Rosalind Canter op Lordships Graffalo Laura Collett op London 52 Tom McEwen op JD Dublin     | Frankrijk Karim Laghouag op Triton Fontaine Stéphane Landois op Chaman Dumontceau Nicolas Touzaint op Diabolo Menthe | Frankrijk Karim Laghouag op Triton Fontaine Stéphane Landois op Chaman Dumontceau Nicolas Touzaint op Diabolo Menthe | Japan Ryuzo Kitajima op Cekatinka Yoshiaki Oiwa op Mgh Grafton Street Toshiyuki Tanaka op Jefferson Kazuma Tomoto op Vinci De La Vigne | Japan Ryuzo Kitajima op Cekatinka Yoshiaki Oiwa op Mgh Grafton Street Toshiyuki Tanaka op Jefferson Kazuma Tomoto op Vinci De La Vigne |
|                     | | | | | | |
| Springconcours      | GER | Christian Kukuk op Checker 47                                                                                 | SUI | Steve Guerdat op Dynamix de Belheme                                                                                  | NED | Maikel van der Vleuten op Beauville Z                                                                                                  |
| Springconcours team | Groot-Brittannië Ben Maher op Dallas Vegas Batilly Harry Charles op Romeo 88 Scott Brash op Jefferson         | Groot-Brittannië Ben Maher op Dallas Vegas Batilly Harry Charles op Romeo 88 Scott Brash op Jefferson         | Verenigde Staten Laura Kraut op Baloutinue Karl Cook op Caracole de la Roque McLain Ward op Ilex                     | Verenigde Staten Laura Kraut op Baloutinue Karl Cook op Caracole de la Roque McLain Ward op Ilex                     | Frankrijk Simon Delestre op I.Alemusina R 51 Olivier Perreau op Dorai D'Aiguilly Julien Epaillard op Dubai du Cèdre                    | Frankrijk Simon Delestre op I.Alemusina R 51 Olivier Perreau op Dorai D'Aiguilly Julien Epaillard op Dubai du Cèdre                    |

### Medaillespiegel
| Plaats | Land             | NOC    | Goud | Zilver | Brons | Totaal |
| ------ | ---------------- | ------ | ---- | ------ | ----- | ------ |
| 1      | Duitsland        | GER    | 4    | 1      | 0     | 5      |
| 2      | Groot-Brittannië | GBR    | 2    | 0      | 3     | 5      |
| 3      | Frankrijk        | FRA    | 0    | 1      | 1     | 2      |
| 4      | Australië        | AUS    | 0    | 1      | 0     | 1      |
| 4      | Denemarken       | DEN    | 0    | 1      | 0     | 1      |
| 4      | Verenigde Staten | USA    | 0    | 1      | 0     | 1      |
| 4      | Zwitserland      | SUI    | 0    | 1      | 0     | 1      |
| 8      | Japan            | JPN    | 0    | 0      | 1     | 1      |
| 8      | Nederland        | NED    | 0    | 0      | 1     | 1      |
| Totaal | Totaal           | Totaal | 5    | 5      | 5     | 15     |

Parijs 1900 · 
Stockholm 1912 · 
Antwerpen 1920 · 
Parijs 1924 · 
Amsterdam 1928 · 
Los Angeles 1932 · 
Berlijn 1936 · 
Londen 1948 · 
Helsinki 1952 · 
Melbourne 1956 · 
Rome 1960 · 
Tokio 1964 · 
Mexico-stad 1968 · 
München 1972 · 
Montréal 1976 · 
Moskou 1980 · 
Los Angeles 1984 · 
Seoel 1988 · 
Barcelona 1992 · 
Atlanta 1996 · 
Sydney 2000 · 
Athene 2004 · 
Peking 2008 · 
Londen 2012 · 
Rio de Janeiro 2016 · 
Tokio 2020 · 
Parijs 2024 · 
Los Angeles 2028
Medaillewinnaars
Atletiek · Badminton · Basketbal · Boksen · Boogschieten · Breaking · Gewichtheffen · Golf · Gymnastiek · Handbal · Hockey · Judo · Kanovaren · Klimsport · Moderne vijfkamp · Paardensport · Roeien · Rugby · Schermen · Schietsport · Schoonspringen · Skateboarden  · Surfen · Synchroonzwemmen · Taekwondo · Tafeltennis · Tennis · Triatlon · Voetbal · Volleybal · Waterpolo · Wielersport · Worstelen · Zeilen · Zwemmen